# Kenneth Utt
Kenneth C. Utt est un producteur de cinéma et de télévision né le 13 juillet 1921 à Winston-Salem (Caroline du Nord) et mort le 19 janvier 1994 à New York, État de New York.

## Biographie
Kenneth Utt naît à Winston-Salem (Caroline du Nord) en juillet 1921. Après des études à Elon, il obtient une bourse pour la Juilliard School à New York, où il prend des cours pour être chanteur d'opéra. Pendant la Seconde Guerre mondiale, il sert dans l'armée de l'air dans la troupe de Moss Hart.
Après la guerre, il joue à la radio, au théâtre, à la télévision et au cinéma, et notamment à Broadway dans la production originale de la comédie musicale Carousel. Puis il produit des shows télévisés comme Toast of the Town d'Ed Sullivan. À la fin des années 1960, il travaille pour le cinéma, sur des films comme Macadam Cowboy, French Connection ou Que le spectacle commence. Après ce film, il produit plusieurs films de Jonathan Demme, dont notamment Le Silence des agneaux et Philadelphia. Son implication dans ce dernier film est d'autant plus importante que son petit-neveu meurt du Sida pendant le tournage.
Kenneth Utt meurt d'un cancer des os à New York le 19 janvier 1994 à l’âge de 72 ans.

## Filmographie
- 1968 : The Subject Was Roses de Ulu Grosbard
- 1969 : Macadam Cowboy de John Schlesinger
- 1970 : The People Next Door de David Greene
- 1970 : Les Garçons de la bande de William Friedkin
- 1971 : French Connection de William Friedkin
- 1973 : Police Puissance 7 de Philip D'Antoni
- 1973 : Godspell: A Musical Based on the Gospel According to St. Matthew de David Greene
- 1979 : Que le spectacle commence de Bob Fosse
- 1981 : L'Œil du témoin de Peter Yates
- 1982 : La Mort aux enchères de Robert Benton
- 1983 : Star 80 de Bob Fosse
- 1985 : Tutti Frutti (Heaven Help Us) de Michael Dinner
- 1986 : Dangereuse sous tous rapports de Jonathan Demme
- 1986 : Les Coulisses du pouvoir de Sidney Lumet
- 1988 : Veuve mais pas trop de Jonathan Demme
- 1990 : Le Flic de Miami de George Armitage
- 1991 : Le Silence des agneaux de Jonathan Demme
- 1993 : Philadelphia de Jonathan Demme

## Distinctions
- Oscars 1992 : Oscar du meilleur film pour Le Silence des agneaux, conjointement avec Edward Saxon et Ronald M. Bozman
- BAFTA 1992 : Nomination de Le Silence des agneaux pour le BAFA du meilleur film, conjointement avec Edward Saxon, Ronald M. Bozman et Jonathan Demme